# Fruit Cove
Fruit Cove é uma Região censo-designada localizada no estado americano de Flórida, no Condado de St. Johns.

## Demografia
Segundo o censo americano de 2000, a sua população era de 16.077 habitantes.

## Geografia
De acordo com o United States Census Bureau tem uma área de
46,3 km², dos quais 46,3 km² cobertos por terra e 0,0 km² cobertos por água.

## Localidades na vizinhança
O diagrama seguinte representa as localidades num raio de 24 km ao redor de Fruit Cove.